# Maple Leaf Foods
Maple Leaf Foods ist ein großes, kanadisches, international operierendes Nahrungsmittelunternehmen mit Hauptsitz in Toronto, Ontario, Kanada. Neben dem Hauptsitz in Toronto verfügt das Unternehmen über weitere Niederlassungen in Kanada. Des Weiteren ist das Unternehmen auch in den Vereinigten Staaten, dem Vereinigten Königreich, in Asien und Mexiko tätig.

## Geschichte
Nach der Gründung war das Unternehmen vor allem als Canada Packers bekannt. Gegründet wurde das Unternehmen im Jahre 1927 durch den Zusammenschluss mehrerer nahrungsmittelproduzierender Unternehmen. Das Hauptgeschäftsgebiet des Unternehmens war anfangs die Fleischverarbeitung. Das Unternehmen exportierte Schweinefleisch in das Vereinigte Königreich. Durch die Expansion in den Westen des Landes entwickelte sich das Unternehmen zu Kanadas größtem Schlachtunternehmen. Das Unternehmen begann weitere Marktbereiche zu erschließen und produzierte u. a. Erdnussbuttercreme, Käseprodukte und Backwaren. 1975 war das Unternehmen das 14-größte in Kanada. Während der 1980er Jahre geriet das Unternehmen in finanzielle Schwierigkeiten. Es wurde von der britischen British Hillsdown Holdings gekauft, welche viele Schlachtereien entweder verkauft hat oder schließen ließ. Des Weiteren fusionierte das Unternehmen mit Maple Leaf Mills. Aus dieser Fusion entstand das heute aktive Unternehmen Maple Leaf Foods. Durch die Zusammenlegung und Führung von David Newton als CEO und Lewis Rose als CFO erreichte das Unternehmen wieder die Profitabilität. Einige Zeit später wurde das Unternehmen von Wallace McCain, dem ehemaligen Vizegeschäftsführer von McCain Foods, aufgekauft. Wallace McCain wurde aus dem Familienunternehmen McCain Foods von seinem Bruder und Miteigentümer Harrison McCain verdrängt. 2003 übernahm das Unternehmen den Konkurrenten Schneider Foods. Das Unternehmen ist eines der größten kanadischen Landwirtschaftsunternehmen und verfügt über große Geflügelfarmen, Schweinefarmen und Weizenfelder, die sich im ganzen Land verteilen.

## Geschäftsbereiche
- Fleischverarbeitung
- Backwaren
- Teigwaren
- Landwirtschaft